# Dubiraphia quadrinotata
Dubiraphia quadrinotata is een keversoort uit de familie beekkevers (Elmidae). De wetenschappelijke naam van de soort werd in 1825 gepubliceerd door Thomas Say.